# ديك لوكاس
ديك لوكاس (بالإنجليزية: Dick Lucas)‏ هو لاعب كرة قدم أمريكية أمريكي، ولد في 9 يناير 1934 في جنوب بوسطن ‏ في الولايات المتحدة.